# Morti nel 1628
| Questa pagina contiene informazioni ricavate automaticamente dalle voci biografiche con l'ausilio del template Bio e di un bot. L'aggiornamento è periodico e automatico e ricostruisce completamente la pagina. Se manca una persona in questa lista, sei pregato di non aggiungerla, ma accertati piuttosto che la sua voce biografica contenga il template Bio e che i dati anagrafici siano correttamente compilati. Se il template Bio manca, inseriscilo tu stesso o, in alternativa, metti l'avviso {{tmp\|Bio}} che ne segnala la mancanza. Se i dati riportati sono sbagliati, correggi direttamente la voce biografica; le modifiche saranno visibili in questa lista entro pochi giorni. Per chiarimenti vedi il progetto biografie. La lista contiene solo le 75 persone che sono citate nell'enciclopedia e per le quali è stato implementato correttamente il template Bio. Pagina aggiornata al 26 feb 2025. |

## Gennaio(4)
- 14 gennaio - Francisco Ribalta, pittore spagnolo (n. 1565)
- 23 gennaio - Shahryar Mirza, principe indiano (n. 1605)
- 28 gennaio - Dawar Bakhsh, principe indiano (n. 1607)
- 29 gennaio - Filippo Ernesto di Hohenlohe-Langenburg, conte (n. 1584)

## Febbraio(4)
- 2 febbraio - Hushang Mirza, principe indiano (n. 1604)
- 8 febbraio - François d'Escoubleau de Sourdis, cardinale e arcivescovo cattolico francese (n. 1574)
- 11 febbraio - Jean Héroard, medico, veterinario e anatomista francese (n. 1551)
- 24 febbraio - Juan de Mendoza y Velasco, diplomatico spagnolo

## Marzo(3)
- 3 marzo - Edward Somerset, IV conte di Worcester, nobile inglese (n. 1568)
- 11 marzo - Alfonso Ferrabosco il Giovane, gambista e compositore inglese
- 15 marzo - John Bull, compositore fiammingo (n. 1562)

## Aprile(1)
- 17 aprile - Rodolfo Cristiano della Frisia orientale, conte (n. 1602)

## Maggio(5)
- 7 maggio - Tomaso Malvenda, storico, filosofo e teologo spagnolo (n. 1566)
- 13 maggio - Girolamo Marciano, medico e letterato italiano (n. 1571)
- 23 maggio - Leonardo II de Tassis, nobile (n. 1594)
- 25 maggio - Karl von Harrach, militare austriaco (n. 1570)
- 31 maggio - Giulio Cesare Vachero, politico e avventuriero italiano (n. 1586)

## Giugno(7)
- 7 giugno - Alessandro Petrucci, arcivescovo cattolico italiano
- 8 giugno - Rudolph Göckel, umanista e filosofo tedesco (n. 1547)
- 13 giugno - John Lamb, astrologo inglese (n. 1545)
- 16 giugno - Zdenek Adalbert von Lobkowicz, nobile e politico ceco (n. 1568)
- 20 giugno - William Cavendish, II conte di Devonshire, politico inglese (n. 1590)
- 24 giugno - Jacob Metius, inventore olandese (n. 1580)
- 28 giugno - Jens Munk, navigatore e esploratore danese (n. 1579)

## Luglio(5)
- 13 luglio - Robert Shirley, nobile, avventuriero e diplomatico inglese (n. 1581)
- 18 luglio - Giovanni Federico di Württemberg, duca (n. 1582)
- 25 luglio - Sigismondo d'Este, nobile italiano (n. 1572)
- 28 luglio - Ōkubo Tadachika, militare giapponese (n. 1553)
- 29 luglio - Muzio Pansa, medico e letterato italiano (n. 1565)

## Agosto(2)
- 23 agosto - George Villiers, I duca di Buckingham, nobile e politico inglese (n. 1592)
- 28 agosto - Edmund Arrowsmith, presbitero e gesuita inglese

## Settembre(3)
- 24 settembre - Daniel Zen, vescovo cattolico austriaco (n. 1584)
- 25 settembre - Maddalena di Baviera, nobile tedesca (n. 1587)
- 30 settembre - Fulke Greville, poeta, drammaturgo e politico inglese (n. 1554)

## Ottobre(5)
- 2 ottobre - Torii Tadamasa, militare giapponese (n. 1567)
- 9 ottobre - Juan de Mendoza y Luna, nobile spagnolo (n. 1571)
- 13 ottobre - Gregorio Boncompagni, II duca di Sora, nobile italiano (n. 1590)
- 16 ottobre - François de Malherbe, poeta e scrittore francese (n. 1555)
- 17 ottobre - Jacopo Palma il Giovane, pittore italiano (n. 1549)

## Novembre(8)
- 8 novembre - Baldassare Croce, pittore italiano (n. 1558)
- 14 novembre - Nicolas Trigault, gesuita, missionario e letterato belga (n. 1577)
- 15 novembre - Roque González de Santa Cruz, missionario e gesuita paraguaiano (n. 1576)
- 15 novembre - Alfonso Rodríguez-Olmedo, missionario e gesuita spagnolo (n. 1599)
- 16 novembre - Paolo Quagliati, compositore e organista italiano (n. 1555)
- 17 novembre - Juan del Castillo, missionario e gesuita spagnolo (n. 1596)
- 18 novembre - Pirro Maria Gonzaga, nobile e ambasciatore italiano (n. 1590)
- 29 novembre - John Felton, militare inglese (n. 1595)

## Dicembre(4)
- 4 dicembre - Thomas Platter il Giovane, medico svizzero (n. 1574)
- 11 dicembre - Cesare d'Este, nobile italiano (n. 1562)
- 22 dicembre - Songtham, sovrano siamese (n. 1590)
- 23 dicembre - Girolamo Giacobbi, compositore italiano (n. 1567)

## Senza giorno specificato(24)
- Gregor Aichinger, organista e compositore tedesco (n. 1564)
- Andreas Albrecht, matematico tedesco (n. 1586)
- Antimo II di Costantinopoli, arcivescovo ortodosso greco
- Tommaso Blandino, architetto e gesuita italiano (n. 1585)
- Johannes Bosschaert, pittore olandese (n. 1606)
- Michael Cavendish, compositore inglese
- Federigo Della Valle, drammaturgo italiano
- Pierre Dugua de Mons, esploratore francese (n. 1558)
- Simon Frisius, incisore olandese (n. 1570)
- Gerolamo Gambarato, pittore italiano
- Baccio Gorini, pittore italiano (n. 1573)
- Hirano Nagayasu, militare giapponese (n. 1559)
- Irenarco di Solovki, monaco cristiano russo
- Giambattista Liviera, letterato, tragediografo e poeta italiano (n. 1565)
- Giovanni Maria Moricino, medico e scrittore italiano (n. 1558)
- Jan Harmensz von Müller, disegnatore e incisore olandese (n. 1571)
- Johann Daniel Mylius, teologo, medico e alchimista tedesco (n. 1583)
- Peter Philips, compositore e organista inglese
- John Preston, teologo e predicatore inglese (n. 1587)
- Matteo Pérez, pittore e incisore italiano
- Juan Ribalta, pittore spagnolo (n. 1597)
- François Savary de Brèves, ambasciatore e orientalista francese (n. 1560)
- Leonardo Torriani, ingegnere, architetto e storico italiano (n. 1559)
- Pieter de Witte, pittore fiammingo